# 里夫雷多
里夫雷多（義大利語：Rifreddo），是意大利库内奥省的一个市镇。总面积6平方公里，人口1073人，人口密度178.8人/平方公里（2009年）。ISTAT代码为004181。